# Куль-Тепе
Куль-Тепе — городище в Кримському Приазов'ї поблизу колишнього кримськотатарського поселення Культобе, пам'ятка археології місцевого значення.
Стіни і башти поселення Куль-Тепе простежуються на плоскій вершині прибережного пагорба. З боку степу поселення прикрите скелястим гребенем. Зі сходу і заходу глибокий яр в ущелині ускладнюють підйом. Дорога між скель підходить до поселення з півдня, по вузькій улоговині і праворуч від його південної стіни.
Укріплення проходили по всьому периметру пагорба, північна ділянка не збереглася. На сході в лінію оборони були включені і виходи скель. Сама стіна мала неоднакову товщину: на сході і заході 2 — 2,1 м, на півдні — близько 3,5 м і більше. Основа стіни, що збереглася місцями до 1,5 м заввишки, повсюдно лежить на скелі. Кладка — постелиста, з великих необроблених каменів і плит, двопанцирна. Південно-західний кут городища був, мабуть, посилений квадратною вежею або бастіоном. Особливість рельєфу в цьому місці вимагала попереднього будівництва спеціальної «платформи» — основи, від якої вціліли залишки кладок. Площа цієї основи була щонайменше 6×7 м. Стіни ж самої вежі не збереглися.
У 26 м на схід від башти в стіні був прохід — в'їзд у поселення. Ширина його 3 м. Ворота прості, без пілонів чи інших конструкцій. Південна стіна була заввишки щонайменше 5 м, а скоріше 7 — 7,5 м. Південно-східний кут не був спеціально укріплений. Тут стіна плавно повертала на північ над краєм майже стрімкого обриву. Зате північно-східний кут посилений потужною вежею, що примикала до стіни з зовнішнього боку і, ймовірно, була завширшки 5 м і завдовжки 20 м. Південно-східний її кут закруглений, а товщина зовнішніх стін (була принаймні одна і внутрішня) 1,8 — 2 м. У кладці, місцями збереглася в висоту до 1 м, використані великі і середні блоки. Через це солідне укріплення у городище, мабуть, вела ще одна дорога з боку узбережжя, бухти і стародавнього колодязя.
Слідів рову і валу на південь від поселення немає, а відстань тут до найближчого пагорба 70 — 80 м.

## Джерело
- Куль-Тепе [Архівовано 15 лютого 2020 у Wayback Machine.], archmap.ru (Перевірено 19 вересня 2020)